# Corinthian Bowl
Corinthian Bowl var en cupturnering i fotboll i Sverige åren 1906–1913 till minne av den engelska klubben Corinthian FC:s fotbollsbesök i Sverige 1904.

## Slutsegrare
| Säsong | Vinnare            | Andraplats     |
| ------ | ------------------ | -------------- |
| 1906   | Örgryte IS (1)     | IFK Stockholm  |
| 1907   | Örgryte IS (2)     | IFK Stockholm  |
| 1908   | Örgryte IS (3)     | Djurgårdens IF |
| 1909   | Örgryte IS (4)     | IFK Uppsala    |
| 1910   | Djurgårdens IF (1) | Örgryte IS     |
| 1911   | Örgryte IS (5)     | Djurgårdens IF |
| 1912   | Örgryte IS (6)     | AIK            |
| 1913   | Örgryte IS (7)     | AIK            |

## Segrare
| Titlar | Klubb          |
| ------ | -------------- |
| 7      | Örgryte IS     |
| 1      | Djurgårdens IF |